# جيانيس كرغس
جيانيس كرغس (باليونانية: Γιάννης Κάργας) هو لاعب كرة قدم يوناني في مركز الدفاع، ولد في 9 ديسمبر 1994 في كيلكيس في اليونان. لعب مع باس جيانينا ودينامو برست وليفسكي صوفيا ونادي بانيونيوس ونادي بلاتانياس ونادي كافالا.

## وصلات خارجية
- جيانيس كرغس على موقع قاعدة بيانات كرة القدم.إي يو (الإنجليزية)
- جيانيس كرغس على موقع Soccerway.com (الإنجليزية)